# Canton de Thiers
Le canton de Thiers est une circonscription électorale française située dans le département du Puy-de-Dôme et la région Auvergne-Rhône-Alpes dont le siège est situé a Thiers.
À la suite du redécoupage cantonal de 2014, les limites territoriales du canton sont remaniées. Le nombre de communes du canton passe de 3 à 13.

## Géographie
Ce canton est organisé autour de Thiers dans l'arrondissement de Thiers. Son altitude varie de 273 m (Dorat) à 829 m (Escoutoux) pour une altitude moyenne de 387 m, dans ses limites territoriales de 2011.

## Histoire
Les redécoupages des arrondissements intervenus en 1926 et 1942 n'ont pas affecté le canton de Thiers.
Le redécoupage des cantons du Puy-de-Dôme, appliqué le 25 février 2014 par décret, modifie le périmètre de ce canton. Les huit communes du canton de Saint-Rémy-sur-Durolle (Arconsat, Celles-sur-Durolle, Chabreloche, La Monnerie-le-Montel, Palladuc, Saint-Rémy-sur-Durolle, Saint-Victor-Montvianeix et Viscomtat) et deux communes du canton de Courpière (Sainte-Agathe et Vollore-Montagne) intègrent le canton de Thiers.

## Représentation

### Conseillers généraux de 1833 à 2015
| Période       | Période          | Identité                            | Étiquette              | Qualité |
| ------------- | ---------------- | ----------------------------------- | ---------------------- | --- |
| 1833          | 1836 (décès)     | Christophe de Chabrol de Crouzol    |                        | Pair de France Ancien ministre des Finances, ancien député (1820-1823) Propriétaire du château de Chabanne à Paslières |
| 1836          | 1845             | Marc François Tourraud-Bonnefoy     | Centre droit           | Avocat, magistrat (juge d'instruction à Thiers), conseiller d'arrondissement Député (1834-1837)                        |
| 1845          | 1848             | Jean-Baptiste Darrot-Andrieu        | Conservateur           | Notaire, maire de Thiers Député (1847-1848)                                                                            |
| 1848          | 1852             | Guillaume Giraud                    |                        | Banquier, avoué, maire de Thiers                                                                                       |
| 1852          | 1853             | Laurent Chassaigne-Dufour           |                        | Propriétaire à Thiers                                                                                                  |
| 1853          | 1859 (décès)     | Jean-Jacques Berger                 | Républicain            | Officier ministériel Ancien Maire du 2e arrondissement de Paris Député (1837-1849), Sénateur (1853-1859)               |
| 1859          | 1871             | Gilbert Guillemot                   |                        | Conseiller d'Etat Directeur général de la Caisse des dépôts et consignations                                           |
| 1871          | 1876 (démission) | Jean-Jacques Chomette               | Républicain Socialiste | Expert-géomètre, conseiller municipal de Thiers                                                                        |
| 1876          | 1880             | Jean-François Passenaud (1816-1887) | Républicain            | Ancien avoué et avocat à Thiers                                                                                        |
| 1880          | 1904             | Étienne Guillemin-Bétant            | Rad.                   | Maire de Thiers (1878-1883, 1883-1900)                                                                                 |
| 1904          | 1910             | Jean-Jacques Cotillon-Martin        | Républicain            | Distillateur Maire de Thiers (1904-1908), conseiller d'arrondissement                                                  |
| 1910          | 1919             | Étienne Guillemin-Bétant            | Rad.                   | Maire de Thiers (1909-1919)                                                                                            |
| 1919          | 1922             | M. Berger                           | Républicain            | Médecin à Thiers |
| 1922          | 1940             | Jean-Jacques Cotillon-Martin        | PRS                    | Distillateur Maire de Thiers (1904-1908 et 1925-1935)                                                                  |
|               |                  |                                     |                        | |
| 1943          | 1945             | Annet-Lucien Brasset (1882-1972)    | ?                      | Militaire retraité Maire de Thiers (1940-1944) Nommé conseiller départemental en 1943                                  |
|               |                  |                                     |                        | |
| 1945          | 1952 (décès)     | Antonin Chastel (1886-1952)         | SFIO                   | Émouleur et distillateur Maire de Thiers (1935-1940, 1944-1952), ancien conseiller d'arrondissement                    |
| 20 avril 1952 | 1973             | Fernand Sauzedde                    | SFIO puis PS           | Artisan graveur Député (1962-1978) Maire de Thiers (1952-1971)                                                         |
| 1973          | 1979             | René Barnérias                      | UDF                    | Agent d'assurances Député (1978-1981) Maire de Thiers (1971-1977)                                                      |
| 1979          | 1992             | Maurice Adevah-Pœuf                 | PS                     | Dirigeant de société Député (1981-1993 et 1997-2002) Maire de Thiers (1977-2001)                                       |
| 1992          | 1998             | Jean-Marc Chartoire                 | UDF                    | Médecin Député (1993-1997) Conseiller municipal de Thiers                                                              |
| 1998          | 2015             | Annie Chevaldonné                   | PS puis PG             | Adjointe au maire de Thiers                                                                                            |

### Conseillers d'arrondissement (de 1833 à 1940)
Le canton de Thiers avait deux conseillers d'arrondissement.
| Période                                  | Période          | Identité                                    | Étiquette         | Qualité |
| ---------------------------------------- | ---------------- | ------------------------------------------- | ----------------- | --- |
| 1833                                     | 1837 (décès)     | Claude Bénigne Darrot-Farjon (1789-1837)    |                   | Propriétaire, maire de Thiers                                                                                              |
| 1833                                     | 1836             | Marc François Tourraud-Bonnefoy             | Centre droit      | Avocat à Thiers, Député (1834-1837)                                                                                        |
| 1836                                     | 1852             | Claude-Marie Vidal de Ronat                 |                   | Juge au Tribunal de Thiers                                                                                                 |
| 21 janv. 1838                            | 1846             | Jean-Baptiste Darrot-Andrieu                |                   | Notaire, maire de Thiers                                                                                                   |
| 1846                                     | 1864             | Antoine Grangeon-Giraud                     |                   | Avoué, adjoint au maire, puis maire de Thiers                                                                              |
| 1848                                     | 1852             | Pierre Chirac                               |                   | Propriétaire à Thiers |
| 1852                                     | 1855             | Laurent Chassaigne-Dufour                   |                   | Propriétaire à Thiers |
| 1855                                     | 1864             | Georges-Pierre Andrieu-Hermose              |                   | Juge près le Tribunal civil de Thiers                                                                                      |
| 1864                                     | 1867             | Pierre Dumas                                |                   | Avoué, suppléant du juge de paix à Thiers                                                                                  |
| 1864                                     | 1867             | Antoine Sannajust                           |                   | Négociant à Thiers |
| 1867                                     | 1871             | Guillaume-Gabriel-Adolphe Chassaigne-Darrot |                   | Banquier, maire de Thiers                                                                                                  |
| 1871                                     | 1880             | Georges Vauzy                               |                   | Fabricant de coutellerie à Thiers                                                                                          |
| 1871                                     | 1881 (décès)     | Jacques Vedel-Souche                        |                   | Graveur, fabricant de coutellerie à Thiers                                                                                 |
| 1880                                     | 1886             | Pierre Giraud                               |                   | Cirier à Thiers |
| 13 fév. 1881                             | 1885 (démission) | Éloi Suzeau                                 |                   | Docteur-médecin, adjoint au maire de Thiers                                                                                |
| 9 août 1885                              | 1886             | Joseph Châtelet-Lhéraud (1815-1895)         |                   | Rentier, conseiller municipal de Thiers                                                                                    |
| 1886                                     | 1892             | Jacques Giraud-Pine                         |                   | Maire de Thiers |
| 1886                                     | 1892             | Jean-Hugues Vauzy                           |                   | Conseiller municipal de Thiers                                                                                             |
| 1892                                     | 1896 (décès)     | Augustin Dumas (1840-1896)                  |                   | Docteur en médecine à Thiers                                                                                               |
| 1892                                     | 1907             | Pierre-Alphonse Douris-Chassaigne           |                   | Propriétaire à Tarenteix                                                                                                   |
| 25 oct. 1896                             | 1904             | Jacques Cotillon-Martin                     |                   | Distillateur, conseiller municipal de Thiers                                                                               |
| 23 oct. 1904                             | 1907             | Hugues Bernard-Prost                        | SFIO puis Soc.ind | Coutelier, conseiller municipal de Thiers                                                                                  |
| 1907                                     | 1909 (décès)     | Ernest Grange-Margnat (1872-1909)           | Radical           | Adjoint au maire de Thiers, Président de la Société d'agriculture                                                          |
| 1907                                     | 1919             | François-Félix Brigaud-Eusebio (1867-1941)  | Radical           | Coutelier, adjoint au maire de Thiers                                                                                      |
| 1910                                     | 1919             | Jean-Pierre Brugère (1858-1923)             | Radical           | Directeur d'école publique puis de cours complémentaire à Thiers, secrétaire de la Société d'agriculture et de viticulture |
| 1913                                     | 1919             | Georges Chaussière                          | Radical           | Propriétaire à Thiers |
| 1919                                     | 1925             | Félix Massoptier (1878-1963)                | SFIO              | Agriculteur, maire d'Escoutoux (1919-1944)                                                                                 |
| 1919                                     | 1922             | Annet Fafournoux                            |                   | Visiteur de la Société de secours mutuel des ouvriers et artisans, Thiers                                                  |
| 1922                                     | 1925             | Antonin Chastel (1886-1952)                 | SFIO              | Émouleur à Thiers |
| 1925                                     | 1931             | Gabriel Machebœuf (1892-1958)               | PRS               | Chaudronnier, conseiller municipal de Thiers                                                                               |
| 1925                                     | 1931             | Jules Delossedat                            | PRS               | Marchand de bois, conseiller municipal de Thiers                                                                           |
| 1931                                     | 1940             | Antonin Chastel                             | SFIO              | Émouleur et distillateur, maire de Thiers (1935-1940), Président du Conseil d'arrondissement                               |
| 1931                                     | 1937             | Félix Massoptier (1878-1963)                | SFIO              | Agriculteur, maire d'Escoutoux (1919-1944)                                                                                 |
| 1937                                     | 1940             | Marcel Dumas (1903-1984)                    | SFIO              | Cultivateur, conseiller municipal d'Escoutoux                                                                              |
| 1940                                     |                  |                                             |                   | Les conseils d'arrondissement ont été suspendus par la loi du 12 octobre 1940 et n'ont jamais été réactivés                |
| Les données manquantes sont à compléter. |                  |                                             |                   | |

### Conseillers départementaux à partir de 2015
| Période élective | Période élective | Mandat | Mandat   | Identité          | Nuance | Nuance | Qualité |
| ---------------- | ---------------- | ------ | -------- | ----------------- | ------ | ------ | --- |
| 2015             | 2021             | 2015   | 2021     | Olivier Chambon   |        | DVG    | Attaché territorial Maire de Celles-sur-Durolle Ancien conseiller général du canton de Saint-Rémy-sur-Durolle (2011-2015) 7e vice-président chargé des routes et de la mobilité (routes, transports, y compris les transports scolaires) |
| 2015             | 2021             | 2015   | 2021     | Annie Chevaldonné |        | DVG    | Retraitée Conseillère générale sortante |
| 2021             | 2028             | 2021   | en cours | Hélène Boudon     |        | DVG    | 1ère adjointe au maire de Thiers |
| 2021             | 2028             | 2021   | en cours | Olivier Chambon   |        | DVG    | Maire de Celles-sur-Durolle, Attaché Territorial |

Hélène Boudon est membre du groupe "La Gauche 63 - Solidaires par nature" (opposition).
Olivier Chambon est membre du groupe "Proximité et Territoires" (minorité).

### Résultats détaillés

#### Élections de mars 2015
À l'issue du 1er tour des élections départementales de 2015, deux binômes sont en ballottage: Olivier Chambon et Annie Chevaldonné (Union de la gauche, 41,25 %) et Erik Faurot et Brigitte Pitault (FN, 27,53 %). Le taux de participation est de 50,94 % (8 467 votants sur 16 622 inscrits) contre 52,8 % au niveau départemental et 50,17 % au niveau national.
Au second tour, Olivier Chambon et Annie Chevaldonne (Union de la gauche) sont élus avec 66,51 % des suffrages exprimés et un taux de participation de 51,74 % (5 077 voix pour 8 600 votants et 16 621 inscrits).
Annie Chevaldonné est membre du groupe « La gauche 63 » au conseil départemental. Elle est membre du mouvement Génération.s.
Olivier Chambon a quitté le PS.

#### Élections de juin 2021
Le premier tour des élections départementales de 2021 est marqué par un très faible taux de participation (33,26 % au niveau national). Dans le canton de Thiers, ce taux de participation est de 35,4 % (5 760 votants sur 16 271 inscrits) contre 36,11 % au niveau départemental. À l'issue de ce premier tour, deux binômes sont en ballottage : Hélène Boudon et Olivier Chambon (DVG, 51,55 %) et Rémy Crouzoulon et Stéphanie Souche (Union à gauche avec des écologistes, 25,07 %).
Le second tour des élections est marqué une nouvelle fois par une abstention massive équivalente au premier tour. Les taux de participation sont de 34,36 % au niveau national, 37,4 % dans le département et 37,33 % dans le canton de Thiers. Hélène Boudon et Olivier Chambon (DVG) sont élus avec 66,34 % des suffrages exprimés (3 597 voix pour 6 074 votants et 16 269 inscrits),,. 

## Composition

### Composition avant 2015
Avant le redécoupage des cantons de 2014, le canton de Thiers groupait trois communes.
| Nom                | Code Insee | Codepostal | Superficie (km2) | Population (dernière pop. légale) | Densité (hab./km2) |
| ------------------ | ---------- | ---------- | ---------------- | --------------------------------- | ------------------ |
| Thiers (chef-lieu) | 63430      | 63300      | 44,49            | 11 217 (2012)                     | 252                |
| Dorat              | 63138      | 63300      | 17,26            | 701 (2012)                        | 41                 |
| Escoutoux          | 63151      | 63300      | 27,40            | 1 335 (2012)                      | 49                 |

### Composition depuis 2015
Le nouveau canton de Thiers comprend treize communes entières.
| Nom                            | Code Insee | Intercommunalité           | Superficie (km2) | Population (dernière pop. légale) | Densité (hab./km2) | Modifier                                    |
| ------------------------------ | ---------- | -------------------------- | ---------------- | --------------------------------- | ------------------ | ------------------------------------------- |
| Thiers (bureau centralisateur) | 63430      | CC Thiers Dore et Montagne | 44,49            | 11 686 (2022)                     | 263                | modifier les données · modifier les données |
| Arconsat                       | 63008      | CC Thiers Dore et Montagne | 22,63            | 576 (2022)                        | 25                 | modifier les données · modifier les données |
| Celles-sur-Durolle             | 63066      | CC Thiers Dore et Montagne | 38,90            | 1 635 (2022)                      | 42                 | modifier les données · modifier les données |
| Chabreloche                    | 63072      | CC Thiers Dore et Montagne | 9,61             | 1 164 (2022)                      | 121                | modifier les données · modifier les données |
| Dorat                          | 63138      | CC Thiers Dore et Montagne | 17,26            | 721 (2022)                        | 42                 | modifier les données · modifier les données |
| Escoutoux                      | 63151      | CC Thiers Dore et Montagne | 27,40            | 1 355 (2022)                      | 49                 | modifier les données · modifier les données |
| La Monnerie-le-Montel          | 63231      | CC Thiers Dore et Montagne | 4,65             | 1 624 (2022)                      | 349                | modifier les données · modifier les données |
| Palladuc                       | 63267      | CC Thiers Dore et Montagne | 13,35            | 520 (2022)                        | 39                 | modifier les données · modifier les données |
| Saint-Rémy-sur-Durolle         | 63393      | CC Thiers Dore et Montagne | 18,17            | 1 760 (2022)                      | 97                 | modifier les données · modifier les données |
| Saint-Victor-Montvianeix       | 63402      | CC Thiers Dore et Montagne | 45,18            | 264 (2022)                        | 5,8                | modifier les données · modifier les données |
| Sainte-Agathe                  | 63310      | CC Thiers Dore et Montagne | 18,31            | 171 (2022)                        | 9,3                | modifier les données · modifier les données |
| Viscomtat                      | 63463      | CC Thiers Dore et Montagne | 25,44            | 503 (2022)                        | 20                 | modifier les données · modifier les données |
| Vollore-Montagne               | 63468      | CC Thiers Dore et Montagne | 21,22            | 312 (2022)                        | 15                 | modifier les données · modifier les données |
| Canton de Thiers               | 6330       |                            | 306,61           | 22 291 (2022)                     | 73                 | modifier les données                        |

## Démographie

### Démographie avant 2015
| 1962   | 1968   | 1975   | 1982   | 1990   | 1999   | 2006   | 2011   | 2012   |
| ------ | ------ | ------ | ------ | ------ | ------ | ------ | ------ | ------ |
| 17 514 | 17 665 | 17 638 | 17 272 | 16 428 | 15 044 | 14 090 | 13 254 | 13 253 |

### Démographie depuis 2015
En 2022, le canton comptait 22 291 habitants, en évolution de −1,62 % par rapport à 2016 (Puy-de-Dôme : +2,1 %, France hors Mayotte : +2,11 %).
| 2013   | 2018   | 2022   |
| ------ | ------ | ------ |
| 22 519 | 22 570 | 22 291 |